# Jogos do Sudeste Asiático
Os Jogos do Sudeste Asiático, também conhecidos como SEA Games, são um evento multi-desportivo regional que envolve os onze Comitês Olímpicos Nacionais da região do Sudeste Asiático, sendo realizados a cada dois anos. Inicialmente chamados de Jogos Peninsulares do Sudeste Asiático, foram organizados pela Federação dos Jogos Peninsulares do Sudeste Asiático até 1977 e, após tal ano, passaram a ser realizados pela Federação dos Jogos do Sudeste Asiático.
O objetivo de sua criação foi a vontade de realizar um evento esportivo regional, que ajudasse a promover a cooperação, a compreensão e melhorasse a relação entre as nações ali localizadas.

## Países participantes

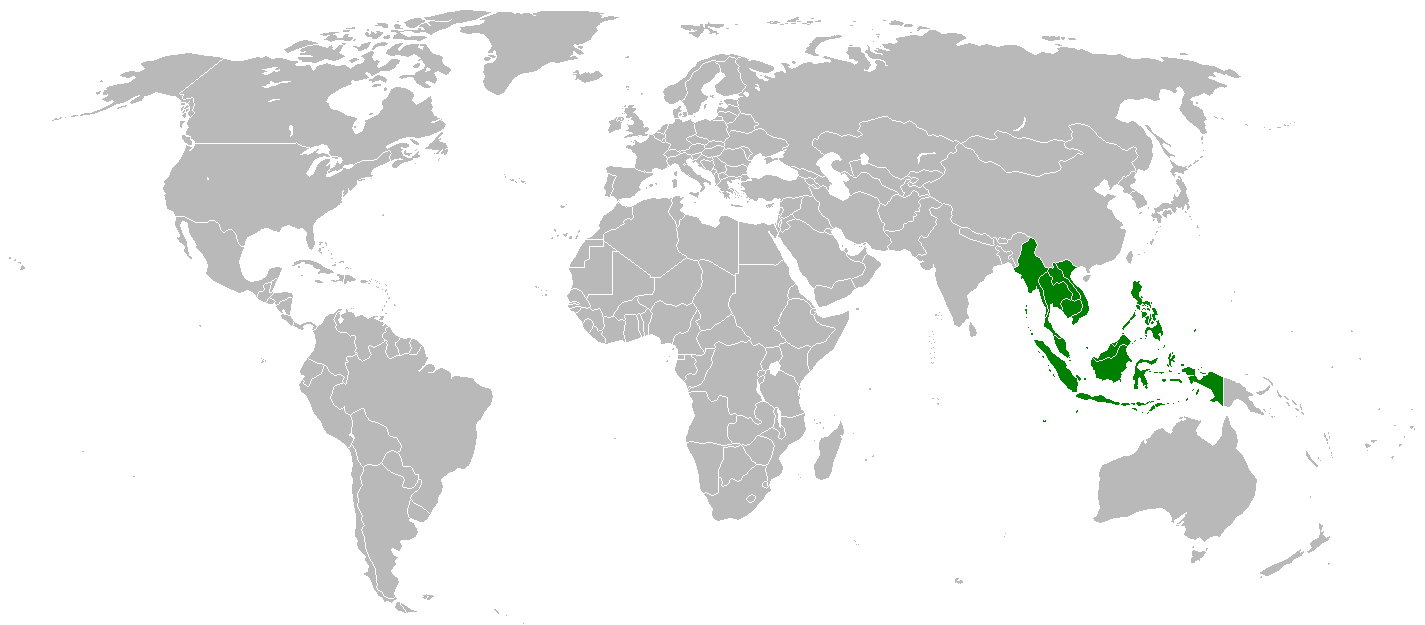
Mapa dos países participantes dos Jogos do Sudeste Asiático

Onze países já participaram (ou participam) atualmente dos Jogos do Sudeste Asiático:
- Camboja
- Laos
- Malásia
- Myanmar
- Singapura
- Tailândia
- Vietname
- Brunei
- Indonésia
- Filipinas
- Timor-Leste

## Edições
Durante a reunião do Conselho da Federação dos Jogos do Sudeste Asiático (em inglês: SEA Games Federation Council), realizada previamente aos Jogos de 2015 em Singapura, foi divulgada a sequência das sedes deste evento até 2025.
Originalmente, a edição dos Jogos de 2019 seria realizada em Brunei, que desistiu do evento em junho de 2015 sob alegação da falta de apoio governamental, agravada pela falta de instalações esportivas, acomodações e deficiência na preparação de seus atletas. O Vietnã, país-sede dos Jogos em 2021, foi convidado a antecipar sua realização em dois anos mas recusou a ideia em 12 de julho de 2015, quando as Filipinas foram anunciadas como sede do evento para 2019.
Em 2017, devido a reconstrução da cidade de Marawi (após a invasão desta pelo Estado Islâmico), a realização dos Jogos em solo filipino foi colocada em dúvida, podendo ocasionar uma desistência do país em receber o evento. Com isso, a Tailândia havia se prontificado em sediar a edição de 2019, caso não surgisse uma nação interessada. Contudo, em 16 de agosto de 2017, os filipinos reverteram a sua desistência e anunciaram a decisão de receber o evento em 2019. As Filipinas (devido aos custos do evento) optaram por descentralizá-lo em várias sedes localizadas na região de Luzón Central, sendo elas as cidades de Sabic (na província de Zambales) e Capas (na província de Tarlac), além da província de Bulacán (sendo esta a principal área do evento).
A solenidade da escolha do país que receberá os Jogos do Sudeste Asiático de 2025, foi feita na reunião da entidade durante os Jogos de 2017 na cidade de Kuala Lumpur, capital da Malásia.
Seguem-se, abaixo, as sedes deste evento multi-desportivo.
| Ano             | Cidade-sede             | Países | Esportes | Top medalhas |
| --------------- | ----------------------- | ------ | -------- | ------------ |
| 1959 (detalhes) | Banguecoque             | 6      | 12       | Tailândia    |
| 1961 (detalhes) | Rangum                  | 7      | 13       | Myanmar      |
| 1963            | Pnom Pen [a]            | -      | -        | -            |
| 1965 (detalhes) | Kuala Lumpur            | 6      | 14       | Tailândia    |
| 1967 (detalhes) | Banguecoque             | 6      | 16       | Tailândia    |
| 1969 (detalhes) | Rangum                  | 6      | 15       | Myanmar      |
| 1971 (detalhes) | Kuala Lumpur            | 7      | 15       | Tailândia    |
| 1973 (detalhes) | Singapura               | 7      | 16       | Tailândia    |
| 1975 (detalhes) | Banguecoque             | 4      | 18       | Tailândia    |
| 1977 (detalhes) | Kuala Lumpur            | 7      | 18       | Indonésia    |
| 1979 (detalhes) | Jacarta                 | 7      | 18       | Indonésia    |
| 1981 (detalhes) | Manila                  | 7      | 18       | Indonésia    |
| 1983 (detalhes) | Singapura               | 8      | 18       | Indonésia    |
| 1985 (detalhes) | Banguecoque             | 8      | 18       | Tailândia    |
| 1987 (detalhes) | Jacarta                 | 8      | 26       | Indonésia    |
| 1989 (detalhes) | Kuala Lumpur            | 9      | 24       | Indonésia    |
| 1991 (detalhes) | Manila                  | 9      | 28       | Indonésia    |
| 1993 (detalhes) | Singapura               | 8      | 29       | Indonésia    |
| 1995 (detalhes) | Chiang Mai              | 10     | 28       | Tailândia    |
| 1997 (detalhes) | Jacarta                 | 10     | 34       | Indonésia    |
| 1999 (detalhes) | Bandar Seri Begauã      | 10     | 21       | Tailândia    |
| 2001 (detalhes) | Kuala Lumpur            | 11     | 32       | Malásia      |
| 2003 (detalhes) | Ho Chi Minh             | 11     | 33       | Vietname     |
| 2005 (detalhes) | Manila                  | 11     | 40       | Filipinas    |
| 2007 (detalhes) | Nakhon Ratchasima       | 11     | 43       | Tailândia    |
| 2009 (detalhes) | Vientiane               | 11     | 29       | Tailândia    |
| 2011 (detalhes) | Palembang               | 11     | 44       | Indonésia    |
| 2013 (detalhes) | Nepiedó                 | 11     | 37       | Tailândia    |
| 2015 (detalhes) | Singapura               | 11     | 33       | Tailândia    |
| 2017 (detalhes) | Kuala Lumpur            | 11     | 38       | Malásia      |
| 2019 (detalhes) | Região de Luzón Central | 11     |          |              |
| 2021 (detalhes) | Hanói                   | 11     |          |              |
| 2023 (detalhes) | Pnom Pen                | 11     |          |              |
| 2025 (detalhes) | Ubon Ratchathan         | 11     |          |              |

## Modalidades
Na 24ª edição dos Jogos, o recorde de modalidades (com as suas sub-modalidades e provas) atingiu um total superior das que foram disputadas nos Jogos Asiáticos e nos Jogos Olímpicos. O COA juntou três modalidades como desportos aquáticos.[c]
| - Arnis[b] - Tiro com arco - Natação - Finswimming - Atletismo - Badminton - Beisebol - Basquetebol - Bilhar - Fisiculturismo - Boxe - Boliche | - Canoagem - Ciclismo - Dança de salão - Hipismo - Esgrima - Futebol - Golfe - Ginástica - Handebol - Hóquei sobre grama - Judô | - Caratê - Muay Thai - Silat - Petanca - Pólo - Remo - Rugby - Vela - Saltos ornamentais - Sepaktakraw - Tiro | - Softbol - Squash - Tênis de mesa - Taekwondo - Tênis - Barco Dragão - Triatlo - Voleibol - Levantamento de peso - Lutas - Wushu |

## Quadro geral de medalhas
| Ordem | País         | Medalha de ouro | Medalha de prata | Medalha de bronze |        |
| ----- | ------------ | --------------- | ---------------- | ----------------- | ------ |
| 1     | Tailândia    | 2162            | 1827             | 1821              | 5810   |
| 2     | Indonésia    | 1752            | 1620             | 1669              | 5041   |
| 3     | Malásia [d]  | 1248            | 1215             | 1614              | 4077   |
| 4     | Filipinas    | 918             | 1076             | 1357              | 3351   |
| 5     | Singapura    | 894             | 956              | 1294              | 3144   |
| 6     | Vietname [e] | 830             | 782              | 886               | 2498   |
| 7     | Myanmar [f]  | 560             | 723              | 941               | 2224   |
| 8     | Laos         | 68              | 88               | 291               | 447    |
| 9     | Camboja [g]  | 65              | 109              | 222               | 396    |
| 10    | Brunei       | 12              | 50               | 157               | 219    |
| 11    | Timor-Leste  | 3               | 5                | 21                | 29     |
| TOTAL | TOTAL        | 8 512           | 8 451            | 10 273            | 27 236 |